# 2019년 북서태평양 열대저압부
이 문서에서는 2019년에 발생하는 열대저압부들의 활동에 대해 기록하였다.
| 이전 2018년 | 열대저압부 정보 2019년 | 다음 2020년 |

## 발달한 열대저압부

### 제1호 태풍 파북
2019년 제1호 태풍 파북(PABUK)은 1월 1일 15시에 발생하였기 때문에 기상 관측 사상 한 해에 가장 이르게 발생한 태풍이 되었고, 1월에 발생이 드문 북인도양 사이클론 구역에서 발생한 사이클론이 되었다. 파북은 라오스에서 제출한 이름으로 메콩강에 서식하는 민물고기 중 한 종류를 의미한다.

### 제2호 태풍 우딥
2019년 제2호 태풍 우딥(WUTIP)은 2월 20일 3시에 중심기압 1000hPa, 최대풍속 18 m/s, 강풍 반경 280 km(북쪽 반경), 크기 '소형'의 열대폭풍으로 미국 괌 남동쪽 약 1,470 km 부근 해상에서 발생하였다.(일본 기상청 태풍정보 속보치 기준) 발생 이후 서~서북서진하며 급발달해서 2월 23일 21시에 미국 괌 남서쪽 약 270 km 부근 해상에서 중심기압 920 hPa, 최대풍속 51 m/s, 강풍 반경 440 km의 세력 '매우 강', 크기 '중형'(일본 기상청 태풍정보 기준)의 태풍으로 1차 최성기를 맞이하였다. 1차 최성기 이후에 계속 서~서북서진하면서 조금 약화되었다가 연직시어가 많이 낮은 상층 환경이 좋은 곳을 지나며 우딥이 낮은 연직시어와 높은 수온과 같은 좋은 해양 환경에서 다시 급발달해서, 2월 25일 15시에 미국 괌 서쪽 약 500 km 부근 해상에서 중심기압 915 hPa, 최대풍속 54 m/s, 강풍 반경 500 km(북쪽 반경)의 세력 '맹렬한', 크기 '중형'(일본 기상청 태풍정보 속보치 기준)의 태풍으로 2차 최성기를 맞이하였다. 2차 최성기 이후에는 느리게 북진 및 서진하면서 수온 하강, 건조역의 영향과 높은 연직시어과 같은 악조건에서 급약화되어서 2월 28일 15시에 미국 괌 서북서쪽 약 1,090 km 부근 해상에서 중심기압 1004 hPa의 열대저압부로 소멸하였다. 2019년 제2호 태풍 우딥(WUTIP)은 2002년 제2호 태풍 미탁(MITAG)과 2015년 제2호 태풍 히고스(HIGOS)의 최성기 세력을 넘어서는 2월 역대 최강 태풍이며, 2019년 최초의 카테고리 5등급 슈퍼태풍이었다.

### 제3호 태풍 스팟
2019년 제3호 태풍 스팟(SEPAT)은 6월 27일 18시에 중심기압 998 hPa, 최대풍속 18 m/s, 강풍 반경 280 km(남동쪽 반경), 크기 '소형'의 열대폭풍으로 일본 가고시마 동쪽 약 300 km 부근 해상에서 발생하였다.(일본 기상청 태풍정보 속보치 기준) 발생 이후 빠르게 북동~동북동진하며 미미하게 발달해서 6월 28일 9시에 일본 도쿄 동남동쪽 약 180 km 부근 해상에서 중심기압 994 hPa, 최대풍속 21 m/s, 강풍 반경 280 km(남동쪽 반경)의 세력 '약', 크기 '소형'의 열대 폭풍으로 최성기를 맞이하였다.(일본 기상청 태풍정보 속보치 기준) 최성기 세력을 유지하면서 빠르게 동북동진하며 온대저기압화가 진행되어서, 6월 28일 15시에 일본 센다이 동남동쪽 약 610 km 부근 해상에서 중심기압 992 hPa의 온대저기압으로 변질되었다.(한국 기상청 기준으로는 996 hPa) 2019년 제3호 태풍 스팟(SEPAT)은 역대 6월 태풍 가운데 가장 높은 위도(북위 31.8도)에서 발생하였다. 그리고 스팟은 2019년 태풍 가운데 1번째로 일본을 강타한 태풍이다. JTWC는 태풍 스팟을 아열대폭풍으로 분류하였다. 스팟은 말레이시아에서 제출한 이름으로 농어과의 민물고기를 의미한다.

### 제4호 태풍 문
2019년 제4호 태풍 문(MUN)은 7월 2일 21시에 중심기압 994 hPa, 최대풍속 18 m/s, 강풍 반경 750 km(남동쪽 반경), 크기 '대형'의 열대폭풍으로 중국 잔장 남남동쪽 약 270 km 부근 해상에서 발생하였다.(일본 기상청 태풍정보 속보치 기준) 발생 이후 서~서북서진하며 하이난섬을 관통하면서 미미하게 발달해서 7월 3일 15시에 베트남 하노이 동남동쪽 약 320 km 부근 해상(통킹만)에서 중심기압 992 hPa, 최대풍속 18 m/s, 강풍 반경 650 km(남동쪽 반경)의 세력 '약', 크기 '대형'의 열대 폭풍으로 최성기를 맞이하였다.(일본 기상청 태풍정보 속보치 기준) 최성기 이후 계속 북서~서북서진하면서 7월 4일 새벽에 베트남 하노이 부근 해안에 상륙한 이후 급약화되어서, 일본 기상청 기준으로는 7월 4일 12시에 베트남 하노이 남동쪽 약 17 km 부근 육상에서 중심기압 998 hPa의 열대저압부로 소멸하였다. 한국 기상청 기준으로는 7월 4일 15시에 베트남 하노이 북서쪽 약 100 km 부근 육상에서 중심기압 998 hPa의 열대저압부로 소멸하였다. 문은 미크로네시아에서 제출한 이름으로 야프어로 6월을 의미한다.

### 제5호 태풍 다나스
2019년 제5호 태풍 다나스(DANAS)는 7월 16일 15시에 중심기압 994 hPa, 최대풍속 18 m/s, 강풍 반경 560 km(남동쪽 반경), 크기 '대형'의 열대폭풍으로 필리핀 마닐라 동북동쪽 약 540 km 부근 해상에서 발생하였다.(일본 기상청 태풍정보 속보치 기준) 발생 이후 서~북서진과 북진을 하면서 서서히 발달해서 7월 19일 3시에 대만 타이베이 북동쪽 약 360 km 부근 해상에서 중심기압 985 hPa, 최대풍속 23 m/s, 강풍 반경 560 km(남동쪽 반경)의 세력 '약', 크기 '대형'의 열대 폭풍으로 최성기를 맞이하였다.(일본 기상청 태풍정보 속보치 기준) 한국 기상청 기준으로는 최성기 이후 계속 북~북북동진하면서 7월 20일 새벽에 대한민국 제주도 서귀포시 남서쪽 해상에 도달한 이후 급약화되어서, 7월 20일 12시에 대한민국 전라남도 진도군 서쪽 약 50 km 부근 해상에서 중심기압 992 hPa의 열대저압부로 소멸하였다. 일본 기상청 기준으로는 최성기 이후 계속 북진하며 서해상에서까지 최성기 세력을 유지하다가, 7월 20일 15시에 대한민국 전라남도 목포시 남서쪽 약 63 km 부근 해상(대한민국 전라남도 신안군 비금면 서쪽 해상)에서 중심기압 990 hPa, 최대풍속 21 m/s, 강풍 반경 650 km(동쪽 반경)의 세력 '약', 크기 '대형'의 열대 폭풍으로 조금 약화되었고, 7월 20일 21시에 대한민국 전라북도 고창군 남서쪽 약 37 km 부근 해상에서 중심기압 994 hPa, 최대풍속 18 m/s, 강풍 반경 650 km(동쪽 반경)의 세력 '약', 크기 '대형'의 열대 폭풍으로 추가로 약화되었다. 일본 기상청 기준으로는 7월 20일 21시에서 22시 사이에 대한민국 전라북도 군산시 부근 해안에 상륙한 것으로 추정된다. 대한민국 전라북도 군산시 부근 해안에 상륙한 이후 북북동진하면서 육지와의 마찰로 인해 계속 약화되어서, 7월 21일 0시에 대한민국 충청남도 공주시 부근 육상에서 중심기압 996 hPa, 최대풍속 18 m/s, 강풍 반경 560 km(동쪽 반경)의 세력 '약', 크기 '대형'의 열대 폭풍으로 약화되었고, 한반도 관통중에도 세력을 유지하면서 7월 21일 3시에 대한민국 충청남도 연기군 부근 육상을 통과하였다. 7월 21일 6시에 대한민국 강원도 횡성군 부근 육상에서 중심기압 998 hPa, 최대풍속 18 m/s, 강풍 반경 560 km(동쪽 반경)의 세력 '약', 크기 '대형'의 열대 폭풍으로 추가 약화되었고, 빠른 속도로 북북동진하면서 7월 21일 9시에 대한민국 강원도 양양군 부근 육상까지 진출한 뒤, 빠른 속도로 동북동진해서 7월 21일 12시에 대한민국 강원도 속초시 북동쪽 약 75 km 부근 해상(동해상)에 진출하였다. 동해상 진출 뒤에 북~북동진하면서 온대저기압화가 진행되어서, 7월 21일 21시에 북한 함경남도 함흥시 동쪽 약 203 km 부근 해상에서 중심기압 998 hPa의 온대저기압으로 변질되었다. 다나스는 대한민국에 2019년 최초로 영향을 준 태풍이다. 그리고 일본 기상청의 사후해석에 따르면 세종특별자치시 부근에서 열대저압부로 약화되었다고 한다. 다나스는 필리핀에서 제출한 이름으로 경험을 의미한다.

### 제6호 태풍 나리
2019년 제6호 태풍 나리(NARI)는 7월 26일 9시에 중심기압 1000 hPa, 최대풍속 18 m/s, 강풍 반경 440 km(동쪽 반경), 크기 '중형'의 열대폭풍으로 일본 오사카 남남동쪽 약 570 km 부근 해상에서 발생하였다. (일본 기상청 태풍정보 속보치 기준) 발생 이후 북~북북서진하면서 미미하게 발달하였고, 일본 나고야 부근 해안에 상륙하기 직전인, 7월 27일 3시에 일본 나고야 남남서쪽 약 230 km 부근 해상에서 중심기압 998 hPa, 최대풍속 18 m/s, 강풍 반경 390 km(동쪽 반경)의 세력 '약', 크기 '중형'의 열대 폭풍으로 최성기를 맞이하였다.(일본 기상청 태풍정보 속보치 기준)그러나 크게는 발달하진 못하고 한국 기상청 기준으로는 7월 27일 오전에 일본 나고야 부근 해안에 상륙한 직후인 7월 27일 9시에 일본 나고야 남서쪽 약 80 km 부근 육상에서 중심기압 1000 hPa의 열대저압부로 소멸하였다. 일본 기상청 기준으로는 7월 27일 오전에 일본 나고야 부근 해안에 상륙한 이후 계속 북북동진하면서 약화되었고, 7월 27일 15시에 일본 나고야 북동쪽 약 89 km 부근 육상(일본 기후현 다카야마시 쇼카와초 데라카와도 일본 알프스 지역)에서 중심기압 1004 hPa의 열대저압부로 소멸하였다. 나리는 대한민국에서 제출한 이름으로 백합속의 꽃을 의미한다.

### 제7호 태풍 위파
2019년 제7호 태풍 위파(WIPHA)는 7월 31일 9시에 중심기압 994 hPa, 최대풍속 18 m/s, 강풍 반경 500 km(동쪽 반경), 크기 '대형'의 열대폭풍으로 중화인민공화국 홍콩 남남서쪽 약 380 km 부근 해상에서 발생하였다.(일본 기상청 태풍정보 속보치 기준) 발생 이후 북북서~서북서진하면서 하이난섬을 스친 뒤 레이저우반도를 관통하며 약하게 발달하였고, 8월 2일 15시에 중화인민공화국 잔장 서쪽 약 170 km 부근 해상(통킹만)에서 중심기압 985 hPa, 최대풍속 23 m/s, 강풍 반경 500 km(동쪽 반경)의 세력 '약', 크기 '대형'의 열대 폭풍으로 최성기를 맞이하였다.(일본 기상청 태풍정보 속보치 기준) 최성기 이후 통킹만에서 느리게 서~남서진하며 베트남에 상륙하면서 약화되었고, 8월 3일 21시에 베트남 하노이 서쪽 약 80 km 부근 육상에서 중심기압 994 hPa의 열대저압부로 소멸하였다. 위파는 태국에서 제출한 이름으로 숙녀의 이름이다.

### 제8호 태풍 프란시스코
2019년 제8호 태풍 프란시스코(FRANCISCO)는 8월 2일 9시에 중심기압 998 hPa, 최대풍속 18 m/s, 강풍 반경 330km, 크기 '중형'의 열대폭풍으로 미국 괌 북동쪽 약 1,120 km 부근 해상에서 발생하였다.(일본 기상청 태풍정보 속보치 기준) 발생 이후 북서~서북서진하며 천천히 발달하다가 일본 규슈 상륙 직전에 급발달해서 8월 5일 21시에 일본 가고시마 동쪽 약 250 km 부근 해상에서 중심기압 970 hPa, 최대풍속 36 m/s, 강풍 반경 330 km(북쪽 반경)의 세력 '강', 크기 '중형'(일본 기상청 태풍정보 기준)의 태풍으로 최성기를 맞이하였다. 최성기 세력으로 8월 6일 새벽에 일본 규슈 미야자키현 미야자키시에 상륙한 이후 급약화된 상태로 북북서진하면서 대마도와 대한해협을 통과한 뒤, 한국 기상청 기준으로는 8월 6일 20시 20분에 중심기압 998 hPa, 최대풍속 18 m/s의 세력으로 대한민국 부산광역시에 상륙한 뒤, 8월 6일 21시에 대한민국 부산광역시 북북서쪽 약 10 km 부근 육상에서 중심기압 1000 hPa의 열대저압부로 소멸하였다. 일본 기상청 기준으로는 8월 6일 22시에서 23시 사이에 중심기압 998 hPa, 최대풍속 18 m/s, 강풍 반경 170km의 세력 '약', 크기 '소형'의 열대 폭풍으로 대한민국 울산광역시 부근 육상에 상륙한 뒤, 8월 7일 0시에 대한민국 경상북도 경주시 부근 육상을 지나서, 8월 7일 3시에 대한민국 경상북도 봉화군 부근 육상을 중심기압 1000 hPa, 최대풍속 18 m/s, 강풍 반경 170 km의 세력 '약', 크기 '소형'의 열대 폭풍으로 통과하였고, 8월 7일 6시에 대한민국 강원도 정선군 부근 육상을 통과하였다. 대한민국 강원도 정선군 부근 육상을 통과한 뒤에 동해상으로 진출한 이후 약화되어서 8월 7일 9시에 대한민국 강원도 양양군 남동쪽 약 31 km 부근 해상(동해)에서 중심기압 1000 hPa의 열대저압부로 소멸하였다. 2019년 10월 2일에 발표된 일본 기상청의 사후해석에 따르면 동해안(울산광역시)에 태풍이 상륙한 것으로 인정되어서 2019년 제8호 태풍 프란시스코(FRANCISCO)는 일본을 거쳐 동해안으로 상륙한 첫 번째 태풍이 되었다. 최성기 시기에 카테고리 1등급 태풍임에도 불구하고 눈이 조금 뚜렷하게 보이기도 하였다. 프란시스코는 미국에서 제출한 이름으로 남자의 이름이다.

### 제9호 태풍 레끼마(제명)
2019년 제9호 태풍 레끼마(LEKIMA)는 8월 4일 15시에 중심기압 996 hPa, 최대풍속 18 m/s, 강풍 반경 650 km(남쪽 반경), 크기 '대형'의 열대폭풍으로 필리핀 마닐라 동북동쪽 약 1,130 km 부근 해상에서 발생하였다.(일본 기상청 태풍정보 속보치 기준) 발생 이후 태풍 크로사 후보 열대저압부와 후지와라 효과로 인해 남남서진 및 거의 정체하다가 일본 오키나와에 근접하면서 서북서~북북서진하며 급발달해서 8월 8일 21시에 중화민국 타이베이 동남동쪽 약 350 km 부근 해상에서 중심기압 925 hPa, 최대풍속 54 m/s, 강풍 반경 560 km의 세력 '맹렬한', 크기 '대형'(일본 기상청 태풍정보 기준)의 태풍으로 최성기를 맞이하였다. 최성기 이후 북서진하면서 8월 10일 1시에서 2시 사이에 중화인민공화국 저장성 타이저우 시에 중심기압 940 hPa, 최대풍속 46 m/s(일본 기상청 태풍정보 속보치 기준)의 세력으로 상륙하였다. 중화인민공화국 저장성 상륙 이후 중화인민공화국 동해안을 따라 북상하면서 산둥반도와 보하이 만을 지나며 서서히 약화되었고, 한국 기상청 기준으로는 8월 12일 21시에 중화인민공화국 칭다오 북서쪽 약 180 km 부근 해상(보하이 만)에서 중심기압 990 hPa의 열대저압부로 소멸하였다. 일본 기상청 기준으로는 8월 13일 3시에 중화인민공화국 칭다오 북서쪽 약 101 km 부근 육상(산둥반도)에서 중심기압 992 hPa의 열대저압부로 소멸하였다. 레끼마는 일본 기상청 기준으로 강풍 반경이 한 때 700km에 달하기도 하면서, 중화인민공화국 동해안을 따라 북상하였음에도 불구하고 매우 넓은 강풍 반경으로 인해 대한민국 서쪽 지방을 중심으로 폭염을 식히는데 도움을 주었다. 레끼마는 중국에 매우 큰 피해를 입게 되어 제명되었다. 레끼마는 베트남에서 제출한 이름으로 과일 나무의 한 종류이다.

### 제10호 태풍 크로사
2019년 제10호 태풍 크로사(KROSA)는 8월 6일 15시에 중심기압 998 hPa, 최대풍속 18 m/s, 강풍 반경 560 km, 크기 '대형'의 열대폭풍으로 미국 괌 북북서쪽 약 590 km 부근 해상에서 발생하였다.(일본 기상청 태풍정보 속보치 기준) 발생 이후 북북서진 및 거의 정체하며 급발달해서 8월 8일 15시에 미국 괌 북북서쪽 약 1,050 km 부근 해상에서 중심기압 950 hPa, 최대풍속 44 m/s, 강풍 반경 650 km의 세력 '매우 강', 크기 '초대형'(일본 기상청 태풍정보 속보치 기준)의 태풍으로 최성기를 맞이하였다. 최성기 이후 일본 이오섬 부근 해상에서 거의 정체하면서 해수 뒤섞임 현상으로 인해 급약화되었고, 약화된 상태로 북서~북북서진하면서 일본을 향해 북상하였다. 일본 통과시에는 세토 내해를 가로질러서 일본 기상청 기준으로 크로사는 8월 15일 14시에서 15시 사이에 일본 히로시마현 구레시에 중심기압 975 hPa, 최대풍속 28 m/s(일본 기상청 태풍정보 속보치 기준)의 세력으로 상륙하였다. 일본 상륙 이후 8월 15일 20시경에 중심기압 978 hPa, 최대풍속 25 m/s(일본 기상청 태풍정보 속보치 기준)의 세력으로 동해상에 진출하였고, 동해상에 진출한 뒤, 빠르게 북~북북동진하며 온대저기압화가 진행되어서, 8월 16일 21시에 일본 삿포로 서쪽 약 310 km 부근 해상에서 중심기압 984 hPa의 온대저기압으로 변질되었다.(한국 기상청 기준으로는 985 hPa) 8월 15일 9시 일본 기상청 기준으로 크로사의 강풍 직경이 1,100 km(동쪽 반경 600 km, 서쪽 반경 500 km)였던지라 일본 기상청 기준 대형으로 직경이 줄었어도, 일본 혼슈섬을 가로질렀음에도 불구하고, 대한민국 동쪽 지방은 사실상 직접 영향을 받아서 대한민국 동쪽 지방을 중심으로 폭염을 식히는데 도움을 주었다. 강원도 영동 지방에는 태풍 크로사로 인한 동풍으로 인해 호우가 내리기도 하였다. 크로사는 캄보디아에서 제출한 이름으로 학을 의미한다.

### 제11호 태풍 바이루
2019년 제11호 태풍 바이루(BAILU)는 8월 21일 15시에 중심기압 998 hPa, 최대풍속 18 m/s, 강풍 반경 800 km(남서쪽 반경), 크기 '대형'의 열대폭풍으로 필리핀 마닐라 동쪽 약 1,220 km 부근 해상에서 발생하였다.(일본 기상청 태풍정보 속보치 기준) 발생 이후 북서~서북서진하면서 서서히 발달해서 8월 23일 3시에 필리핀 마닐라 동북동쪽 약 730 km 부근 해상에서 중심기압 985 hPa, 최대풍속 25 m/s, 강풍 반경 750 km(북동쪽 반경)의 세력 '중', 크기 '대형'의 강한 열대 폭풍으로 최성기를 맞이하였다.(일본 기상청 태풍정보 속보치 기준) 최성기 세력 그대로 유지한 상태로 북서~서북서진해서, 8월 24일 15시에 대만 가오슝 남동쪽 약 48 km 부근 육상(대만 핑둥현 춘르향)에 중심기압 985 hPa, 최대풍속 25 m/s, 강풍 반경 440 km의 세력 '중', 크기 '대형'의 강한 열대 폭풍으로 상륙하였다.(일본 기상청 태풍정보 속보치 기준) 대만 관통 이후 대만해협에 진출한 뒤 북서~서진하며 약화되는 와중에 8월 25일 9시에 중국 산터우시 북동쪽 약 90 km 부근 육상에 중심기압 994 hPa, 최대풍속 21 m/s, 강풍 반경 500 km(동쪽 반경)의 세력 '약', 크기 '대형'의 열대 폭풍으로 상륙하였다. 중국 산터우시 부근 육상에 상륙한 이후 급약화되어서, 한국 기상청 기준으로는 8월 25일 15시에 중화인민공화국 산터우 북서쪽 약 170 km 부근 육상에서 중심기압 996 hPa의 열대저압부로 소멸하였다. 일본 기상청 기준으로는 8월 26일 3시에 중국 산터우시 북서쪽 약 416 km 부근 육상(중국 광둥성 사오관시 러창시)에서 중심기압 998 hPa의 열대저압부로 소멸하였다. 바이루는 중국에서 제출한 이름으로 하얀 사슴을 의미한다.

### 제12호 태풍 버들
2019년 제12호 태풍 버들(PODUL)은 8월 27일 9시에 중심기압 998 hPa, 최대풍속 18 m/s, 강풍 반경 500 km, 크기 '대형'의 열대폭풍으로 필리핀 마닐라 동쪽 약 640 km 부근 해상에서 발생하였다.(일본 기상청 태풍정보 속보치 기준) 발생 이후 빠르게 필리핀 루손섬을 관통한 이후 남중국해에서 서~서북서진하며 서서히 발달해서 8월 28일 15시에 필리핀 마닐라 서북서쪽 약 590 km 부근 해상에서 중심기압 992 hPa, 최대풍속 23 m/s, 강풍 반경 390 km의 세력 '약', 크기 '중형'의 열대 폭풍으로 최성기를 맞이하였다.(일본 기상청 태풍정보 속보치 기준) 남중국해에서 최성기 세력을 그대로 유지하며 계속 빠르게 서진해서, 일본 기상청 기준으로 8월 30일 3시에 베트남 다낭 북서쪽 약 242 km 부근 육상(베트남 꽝빈성 동허이 육상)에 최성기 세력에서 다소 약화된 중심기압 994 hPa, 최대풍속 21 m/s, 강풍 반경 440 km(북서쪽 반경)의 세력 '약', 크기 '중형'의 열대 폭풍으로 상륙하였다. 베트남 꽝빈성 상륙 이후 육상 마찰로 급약화되어서, 한국 기상청 기준으로는 8월 30일 9시에 베트남 다낭 서쪽 약 380 km 부근 육상(라오스 사반나케트 주 카이손폼비한 (도시) 육상)에서 중심기압 994 hPa의 열대저압부로 소멸하였다. 일본 기상청 기준으로는 8월 30일 15시에 베트남 다낭 북서쪽 약 564 km 부근 육상(태국 우돈타니 주 육상)에서 중심기압 996 hPa의 열대저압부로 소멸하였다. 버들은 조선민주주의인민공화국에서 제출한 이름으로 버드나무를 의미한다.

### 제13호 태풍 링링
2019년 제13호 태풍 링링(LINGLING)은 9월 2일 9시에 중심기압 1000 hPa, 최대풍속 18 m/s, 강풍 반경 280 km(북동쪽 반경), 크기 '소형'의 열대폭풍으로 필리핀 마닐라 동쪽 약 560 km 부근 해상에서 발생하였다.(일본 기상청 태풍정보 속보치 기준) 발생 이후 북북서~북동진하며 서서히 발달하다가 일본 류큐 열도 남부에 근접하면서 북진하며 급발달하는 도중인 9월 5일 13시 10분에 일본 미야코지마시에 중심기압 945 hPa, 최대풍속 46 m/s(일본 기상청 태풍정보 속보치 기준)의 세력으로 상륙하였다. 일본 미야코지마시를 관통한 뒤 동중국해에 진출한 9월 5일 15시에 일본 오키나와 서남서쪽 약 320 km 부근 해상에서 중심기압 940 hPa, 최대풍속 46 m/s, 강풍 반경 390 km(동쪽 반경)의 세력 '매우 강', 크기 '중형'(일본 기상청 태풍정보 기준)의 태풍으로 최성기를 맞이하였다.(일본 기상청 태풍정보 속보치 기준) 최성기 세력을 유지하면서 동중국해에서 북진하면서 북위 30도를 지나면서 서서히 약화되어가며 이동 속도가 빨라졌고, 동경 125도를 따라가면서 계속 북진하다가 서서히 북북동진을 하였다. 9월 7일 6시에 대한민국 전라남도 목포시 서쪽 약 140 km 부근 해상을 최성기 세력에서 어느 정도 약화된 중심기압 965 hPa, 최대풍속 39 m/s, 강풍 반경 560 km(남동쪽 반경)의 세력 '강', 크기 '대형'의 태풍으로 통과하였다. 서해상을 빠른 속도로 북~북북동진하며 서서히 약화되어가면서, 한국 기상청 기준으로는 9월 7일 14시 30분에 조선민주주의인민공화국 황해남도 해주시 남서쪽 약 30km 부근 육상(조선민주주의인민공화국 황해남도 옹진군)에 중심기압 970 hPa, 최대풍속 35 m/s의 세력으로 상륙하였다. 일본 기상청 기준으로는 9월 7일 15시에 조선민주주의인민공화국 황해남도 옹진군에 중심기압 970 hPa, 최대풍속 36 m/s(일본 기상청 태풍정보 속보치 기준)의 세력으로 상륙하였다. 북한 황해남도 옹진군 상륙 뒤 빠른 속도로 북~북북동진하며 온대저기압화가 진행되어서, 한국 기상청 기준으로는 9월 8일 9시에 러시아 블라디보스토크 북서쪽 약 160 km 부근 육상(중국 헤이룽장성 무단장시 둥닝현)에서 중심기압 985 hPa의 온대저기압으로 변질되었다. 일본 기상청 기준으로는 9월 8일 오전 9시에 러시아 블라디보스토크 북북서쪽 약 437 km 부근 육상(중국 헤이룽장성 자무쓰시 화촨현)에서 중심기압 984 hPa의 온대저기압으로 변질되었다. 태풍 링링으로 인해 일본 미야코지마시 미야코 공항에서 9월 5일 12시 22분에 순간최대풍속 61.2 m/s를 기록하였고, 일본 미야코지마시 공식 관측소에서 9월 5일 12시 15분에 순간최대풍속 59.6 m/s를 기록하였다. 또한 14시에 최저해면기압 940.5 hPa을 기록하기도 했다. 또한 일본 미야코지마시 시모지섬에서 9월 5일 12시 49분에 순간최대풍속 58.1 m/s를 기록하였고, 13시에 최대풍속도 46.5 m/s를 기록하였다. 또한 9월 7일 6시 28분에 대한민국 전라남도 신안군 흑산도에서 순간최대풍속 54.4 m/s를 기록하였다. 그리고 태풍 링링은 태풍 볼라벤을 뛰어넘는 조선민주주의인민공화국에서 제일 강한 태풍으로 올라왔다. 태풍 링링은 홍콩에서 제출한 이름으로 소녀의 애칭이다.

### 제14호 태풍 가지키
2019년 제14호 태풍 가지키(KAJIKI)는 9월 3일 3시에 중심기압 996 hPa, 최대풍속 18 m/s, 강풍 반경 440 km(북동쪽 반경), 크기 '중형'의 열대폭풍으로 베트남 다낭 북서쪽 약 100 km 부근 해상에서 발생하였다.(일본 기상청 태풍정보 속보치 기준) 발생 이후 추가 발달 없이 남남서진하면서 9월 3일 6시에 베트남의 다낭 북쪽에 있는 트어티엔후에 지역에 상륙하였고, 9월 3일 9시에는 라오스까지 진출하였다가, 동북동진하며 다시 남중국해로 진출하였으나 급약화되어서, 추가 발달 없이 일본 기상청 기준으로는 9월 3일 21시에 베트남 다낭 북동쪽 약 135 km 부근 해상(남중국해)에서 중심기압 998 hPa의 열대저압부로 소멸하였다. 가지키는 하룻동안 활동했다. 가지키는 일본에서 제출한 이름으로 별자리 중 황새치자리를 의미한다.

### 제15호 태풍 파사이(제명)
2019년 제15호 태풍 파사이(FAXAI)는 9월 5일 15시에 중심기압 1002 hPa, 최대풍속 18 m/s, 강풍 반경 280 km(북동쪽 반경), 크기 '소형'의 열대폭풍으로 미국 괌 동북동쪽 약 1,360 km 부근 해상에서 발생하였다.(일본 기상청 태풍정보 속보치 기준) 발생 이후 북서~서북서진하며 건조역으로 인해 천천히 발달하다가 일본 혼슈 상륙 직전에 북동진으로 전향하며 급발달해서 9월 8일 21시에 일본 도쿄 남남서쪽 약 190 km 부근 해상에서 중심기압 955 hPa, 최대풍속 44 m/s, 강풍 반경 280 km(동쪽 반경)의 세력 '매우 강', 크기 '소형'(일본 기상청 태풍정보 기준)의 태풍으로 최성기를 맞이하였다. 최성기 이후 빠르게 북동진하며 도쿄 만을 가로질러서, 일본 기상청 기준으로 9월 9일 5시에 최성기 세력에서 다소 약화된 중심기압 960 hPa, 최대풍속 41 m/s, 강풍 반경 220 km(남동쪽 반경)의 세력 '강', 크기 '소형'의 태풍으로 일본 지바현 지바시에 상륙하였다. 일본 지바현 관통 이후 빠르게 북동~동북동진하면서 일본 동쪽 해상에 진출하였고, 온대저기압화가 진행되어서 9월 10일 15시에 일본 삿포로 동남동쪽 약 940 km 부근 해상에서 중심기압 992 hPa의 온대저기압으로 변질되었다.(한국 기상청 기준으로는 중심기압 994 hPa) 태풍 파사이로 인해 일본 지바현 지바시 공식 관측소에서 9월 9일 4시 28분에 순간최대풍속 57.5 m/s를 기록하였다. 결국 파사이는 일본 기상청에 의해 제명되었다. 이 태풍은 지바현을 중심으로 큰 피해를 가져왔다. 그래서 일본 기상청은 이 태풍을  "레이와 원년 보소반도 태풍 (令和元年房総半島台風)" 라고 명명했다.
파사이는 라오스에서 제출한 이름으로 숙녀의 이름이다.

### 제16호 태풍 페이파
2019년 제16호 태풍 페이파(PEIPAH)는 9월 15일 21시에 중심기압 1000 hPa, 최대풍속 18 m/s, 강풍 반경 280 km(동쪽 반경), 크기 '소형'의 열대폭풍으로 미국 괌 북동쪽 약 570 km 부근 해상에서 발생하였다.(일본 기상청 태풍정보 속보치 기준) 발생 이후 추가 발달 없이 북서~북북서진하다가 높은 연직 시어로 인해 약화되어서, 9월 16일 21시에 일본 도쿄 남남동쪽 약 1,220 km 부근 해상에서 중심기압 1002 hPa의 열대저압부로 소멸하였다. 일본 오가사와라 제도에 영향을 주었다. 2018년의 제23호 태풍 바리자트처럼 얼마 못 가 소멸했다. 페이파는 마카오에서 제출한 이름으로 애완용 물고기의 한 종류이다.

### 제17호 태풍 타파
2019년 제17호 태풍 타파(TAPAH)는 9월 19일 15시에 중심기압 994 hPa, 최대풍속 18 m/s, 강풍 반경 500 km, 크기 '대형'의 열대폭풍으로 일본 오키나와 남쪽 약 470 km 부근 해상에서 발생하였다.(일본 기상청 태풍정보 속보치 기준) 발생 이후 서북서~북북서진하며 천천히 발달해서 9월 21일 9시에 일본 오키나와 서쪽 약 220 km 부근 해상에서 중심기압 970 hPa, 최대풍속 33 m/s, 강풍 반경 650 km의 세력 '강', 크기 '대형'(일본 기상청 태풍정보 기준)의 태풍으로 최성기를 맞이하였다. 최성기 세력을 유지하며 일본 오키나와 부근 해상을 통과하고, 동중국해에 진출한 뒤 북위 29도에서 북동진으로 전향하였다. 전향한 뒤 북북동진하면서 9월 22일 6시에 대한민국 제주도 서귀포 남쪽 약 330 km 부근 해상에 위치하였고, 중심기압 970 hPa, 최대풍속 33 m/s, 강풍 반경 560 km의 세력 '강', 크기 '대형'의 태풍의 세력(일본 기상청 태풍정보 기준)을 가지고 있다. 대한민국 기상청에 따르면 제주 일부에는 시간당 30 mm의 강한 비가 내리는 곳이 있다고 하였다. 그리고 9월 22일 18시에 중심기압 975 hPa, 최대풍속 31 m/s, 강풍 반경 650 km(남동쪽 반경)의 세력 '중', 크기 '대형'의 강한 열대 폭풍(세력은 일본 기상청 태풍정보 기준)으로 대한민국 제주도 서귀포 동쪽 약 150 km 부근 해상에서 제주도에 최근접했고, 9월 22일 22시에 중심기압 980 hPa, 최대풍속 31 m/s, 강풍 반경 650 km(남동쪽 반경)의 세력 '중', 크기 '대형'의 강한 열대 폭풍(세력은 일본 기상청 태풍정보 기준)으로 대한민국 부산광역시 남동쪽 약 95 km 부근 해상(대한해협)에서 부산광역시에 최근접하였다. 대한해협을 통과한 이후 동해상에서 빠른 속도로 북동진하며 온대저기압화가 진행되었고, 9월 23일 9시에 동해에서 중심기압 992 hPa의 온대저기압으로 변질되었다.

### 제18호 태풍 미탁
2019년 제18호 태풍 미탁(MITAG)은 9월 28일 9시에 중심기압 1002 hPa, 최대풍속 18 m/s, 강풍 반경 390 km, 크기 '중형'의 열대폭풍으로 필리핀 마닐라 동쪽 약 1,210 km 부근 해상에서 발생하였다.(일본 기상청 태풍정보 속보치 기준) 발생 이후 서북서~북서진하며 서서히 발달하며 9월 30일 20시 35분에 일본 요나구니섬을 통과한 뒤 9월 30일 21시에 대만 타이베이 동남동쪽 약 150 km 부근 해상에서 중심기압 965 hPa, 최대풍속 39 m/s, 강풍 반경 500 km의 세력 '강', 크기 '대형'(일본 기상청 태풍정보 속보치 기준)의 태풍으로 최성기를 맞이하였다. 최성기 이후 계속 북진하면서 동중국해에 진출 한 뒤 진로가 많이 서편한 상태로 10월 1일 15시에는 중국 저장성 타이저우시 동쪽 해상을 상당히 근접해서 지났고, 10월 1일 21시에는 중국 저장성 저우산시 동쪽 해상을 상당히 근접해서 지나가면서 중국 육지와의 마찰로 인해 중심기압 980 hPa, 최대풍속 31 m/s의 세력(일본 기상청 태풍정보 속보치 기준)으로 급약화되었다. 그리고 급약화 된 이후 북위 29도에서 서서히 북동진으로 전향하기 시작하였다. 북위 30도를 넘어가며 빠른 속도로 북동진하면서 10월 2일 15시에 중심기압 985 hPa, 최대풍속 25 m/s, 강풍 반경 440 km(동쪽 반경)의 세력 '중', 크기 '중형'의 강한 열대 폭풍(세력은 일본 기상청 태풍정보 기준)으로 대한민국 제주도 서귀포 서쪽 약 170km 부근 해상에서 제주도에 최근접하였다. 제주도 최근접 이후 빠르게 북북동진하며, 10월 2일 21시 40분에 중심기압 990 hPa, 최대풍속 23 m/s(한국 기상청 해석은 중심기압 985 hPa, 최대풍속 24 m/s), 강풍 반경 440 km(동쪽 반경)의 세력 '약', 크기 '중형'의 열대 폭풍(일본 기상청 태풍정보 속보치 기준)으로 대한민국 전라남도 목포시 남쪽 약 30 km 부근 육상(북위 34.5도, 동경 126.5도, 전라남도 해남군 육상)에 상륙하였다. 대한민국 전라남도 해남군에 상륙한 이후 10월 3일 0시에 대한민국 전라남도 보성군 부근 육상을 중심기압 990 hPa, 최대풍속 23 m/s, 강풍 반경 440 km(동쪽 반경)의 세력 '약', 크기 '중형'의 열대 폭풍의 세력(일본 기상청 태풍정보 속보치 기준)으로 통과하였고, 10월 3일 3시에 대한민국 경상북도 고령군 부근 육상에서 중심기압 994 hPa, 최대풍속 21 m/s, 강풍 반경 440 km(동쪽 반경)의 세력 '약', 크기 '중형'의 열대 폭풍으로 더 약화되었다. 계속 북동진해서 10월 3일 6시에는 대한민국 경상북도 울진군을 통과하였다.(진로와 세력 모두 일본 기상청 태풍정보 속보치 기준) 대한민국 경상북도 울진군을 통과한 뒤 북동진하며 10월 3일 9시에 중심기압 992 hPa, 최대풍속 21 m/s, 강풍 반경 390 km(동쪽 반경)의 세력 '약', 크기 '중형'의 열대 폭풍의 세력으로 대한민국 경상북도 울릉군 북서쪽 약 57 km 부근 해상(동해)에 진출한 뒤 온대저기압화가 진행되어서, 한국 기상청 기준으로는 10월 3일 12시에 대한민국 경상북도 울릉군 북북서쪽 약 60km 부근 해상에서 중심기압 990 hPa의 온대저기압으로 변질되었다. 일본 기상청 기준으로는 10월 3일 15시에 대한민국 경상북도 울릉군 북동쪽 약 58 km 부근 해상에서 중심기압 988 hPa의 온대저기압으로 변질되었다. 태풍 미탁의 중심이 통과한 일본 요나구니섬에서는 9월 30일 18시 39분에 순간최대풍속 42.2m/s를 기록하였고, 9월 30일 20시 31분에 최저해면기압 965.2 hPa을 기록하였다. 태풍 미탁의 중심 부근에 들어간 일본 이시가키섬에서는 9월 30일 19시 23분에 순간최대풍속 43.2 m/s를 기록했다. 태풍 미탁의 영향으로 2019년 10월 2일 대한민국 경상북도 울진군의 일강수량이 332.9 mm를 기록하며 10월 역대 최다 일강수량 기록을 경신하였다. 타파와 달리 미탁은 한반도에 상륙해 내륙을 관통했다. 미탁은 미크로네시아에서 제출한 이름으로 여자의 이름이다.

### 제19호 태풍 하기비스(제명)
2019년 제19호 태풍 하기비스(HAGIBIS)는 10월 6일 3시에 중심기압 1000 hPa, 최대풍속 18 m/s, 강풍 반경 330 km, 크기 '중형'의 열대폭풍으로 미국 괌 동쪽 약 1,450 km 부근 해상에서 발생하였다.(일본 기상청 태풍정보 속보치 기준) 발생 이후 서~서북서진하며 급발달해서 10월 7일 21시에 미국 괌 북북동쪽 약 350 km 부근 해상에서 중심기압 915 hPa, 최대풍속 54 m/s, 강풍 반경 650 km(동쪽 반경)의 세력 '맹렬한', 크기 '대형'(일본 기상청 태풍정보 기준)의 태풍으로 최성기를 맞이하였다.
일본 기상청 기준으로 최성기 세력을 무려 3일 가까이 유지하다가 높은 연직시어와 한기 남하로 인해 10월 10일 21시경부터 서서히 약화되기 시작하였다.
10월 12일 새벽에 북위 30도에서 북동진으로 전향한 뒤 빠른 속도로 북~북북동진하며 급약화되어서 10월 12일 19시에 중심기압 955 hPa, 최대풍속 41 m/s(한국 기상청 해석은 중심기압 950 hPa, 최대풍속 43 m/s), 강풍 반경 650 km(동쪽 반경)의 세력 '강', 크기 '대형'의 태풍(일본 기상청 태풍정보 속보치 기준)으로 일본 시즈오카현 이즈시에 상륙하였다.
일본 시즈오카현 이즈시에 상륙한 이후로는 빠르게 북동~북북동진하며 일본 간토 지방을 관통했고, 10월 13일 1시에는 중심기압 970 hPa, 최대풍속 33 m/s, 강풍 반경 600km의 세력 '강', 크기 '대형'의 태풍(일본 기상청 태풍정보 속보치 기준)으로 후쿠시마 원자력 발전소 남서쪽 약 11 km 부근 육상(일본 후쿠시마현 후타바군, 북위 37.3도, 동경 140.9도)을 통과하였다.
후쿠시마현 통과 뒤 10월 13일 2시에 북서태평양으로 진출한 이후에는 빠르게 북동~북북동진하며 온대저기압화가 진행되어서, 한국 기상청 기준으로는 10월 13일 9시에 일본 삿포로 남동쪽 약 440 km 부근 해상에서 중심기압 980 hPa의 온대저기압으로 변질되었다. 일본 기상청 기준으로는 10월 13일 12시에 일본 삿포로 남동쪽 약 519 km 부근 해상에서 중심기압 980 hPa의 온대저기압으로 변질되었다. 태풍 하기비스로 인해 일본 가나가와현 요코하마시 공식 관측소에서 10월 12일 20시 32분에 순간최대풍속 43.8 m/s를 기록했고, 일본 도쿄 공식 관측소에서 10월 12일 21시 14분에 순간최대풍속 41.5 m/s를 기록했다. 일본 가나가와현 하코네에서는 2019년 10월 12일 일강수량이 922.5 mm가 기록되었다. 하기비스는 필리핀에서 제출한 이름으로 빠름을 의미한다. 하기비스는 일본에 피해총액이 무려 150억 달러(한화 약 2,000억원 이상), 사망자 수 98명의 어마어마한 피해를 끼쳐 제명되었다.

### 제20호 태풍 너구리
2019년 제20호 태풍 너구리(NEOGURI)는 10월 18일 3시에 중심기압 1004 hPa, 최대풍속 18 m/s, 강풍 반경 220 km, 크기 '소형'의 열대폭풍으로 필리핀 마닐라 동북동쪽 약 1,070 km 부근 해상에서 발생하였다.(일본 기상청 태풍정보 속보치 기준) 발생 이후 북서~서북서진하며 급발달해서 10월 20일 3시에 일본 오키나와 남쪽 약 460 km 부근 해상에서 중심기압 970 hPa, 최대풍속 39 m/s, 강풍 반경 330 km(북서쪽 반경)의 세력 '강', 크기 '중형'(일본 기상청 태풍정보 기준)의 태풍으로 최성기를 맞이하였다. 최성기 때부터 북동진으로 전향하면서 높은 연직시어와 한기 남하로 인해 급약화 및 온대저기압화가 진행되었고, 일본 기상청 기준으로는 10월 21일 18시에 일본 가고시마 북동쪽 약 424 km 부근 해상에서 중심기압 992 hPa의 온대저기압으로 변질되었다. 한국 기상청 기준으로는 10월 21일 18시에 일본 가고시마 동쪽 약 380 km 부근 해상에서 중심기압 990 hPa의 온대저기압으로 변질되었다. 너구리는 대한민국에서 제출한 이름으로 너구리를 의미한다.

### 제21호 태풍 부알로이
2019년 제21호 태풍 부알로이(BUALOI)는 10월 19일 21시에 중심기압 1000 hPa, 최대풍속 18 m/s, 강풍 반경 150 km, 크기 '소형'의 열대폭풍으로 미국 괌 동남동쪽 약 1,050 km 부근 해상에서 발생하였다.(일본 기상청 태풍정보 속보치 기준) 발생 이후 서북서~북서진하며 서서히 발달하며, 10월 22일 새벽에 사이판에 근접해서 통과한 뒤 북서진하며 급발달해서, 10월 22일 21시에 미국 괌 북북서쪽 약 650 km 부근 해상에서 중심기압 935 hPa, 최대풍속 51 m/s, 강풍 반경 330 km의 세력 '매우 강', 크기 '중형'(일본 기상청 태풍정보 기준)의 태풍으로 최성기를 맞이하였다. 최성기 이후에는 높은 연직시어로 인해 서서히 약화되었고, 북위 27도에서 북동진으로 전향하는 과정에서 10월 24일 10시에 일본 오가사와라 제도의 지치지마섬 남서쪽 약 21km 부근 해상에서 중심기압 950 hPa, 최대풍속 46 m/s, 강풍 반경 280 km의 세력 '매우 강', 크기 '소형'(일본 기상청 태풍정보 기준)의 태풍의 세력으로 일본 오가사와라 제도 지치지마섬에 최근접하였다. 일본 오가사와라 제도를 통과한 이후에는 빠르게 북동진하면서 온대저기압화가 진행되었고, 일본 기상청 기준으로는 10월 25일 21시에 일본 도쿄 남동쪽 약 930 km 부근 해상에서 중심기압 984 hPa의 온대저기압으로 변질되었다. 한국 기상청 기준으로는 10월 25일 21시에 일본 도쿄 동쪽 약 940 km 부근 해상에서 중심기압 985 hPa의 온대저기압으로 변질되었다. 태풍 부알로이로 인해 일본 오가사와라 제도에 속한 지치지마섬의 공식 관측소에서 10월 24일 9시 20분에 순간최대풍속 52.7 m/s를 기록하였다. 그리고 2020년 사후해석으로 부알로이의 세력이 4등급에서 5등급으로 상향 조정되었다. 부알로이는 태국에서 제출한 이름으로 태국의 디저트의 한 종류이다.

### 제22호 태풍 마트모
2019년 제22호 태풍 마트모(MATMO)는 10월 30일 3시에 중심기압 1000 hPa, 최대풍속 18 m/s, 강풍 반경 330 km(북서쪽 반경), 크기 '중형'의 열대폭풍으로 베트남 다낭 동남동쪽 약 570 km 부근 해상에서 발생하였다.(일본 기상청 태풍정보 속보치 기준) 발생 이후 북서~서진하며 급발달해서 10월 30일 15시에 베트남 다낭 남동쪽 약 380 km 부근 해상에서 중심기압 992 hPa, 최대풍속 26 m/s, 강풍 반경 480 km(북쪽 반경)의 세력 '중', 크기 '중형'의 강한 열대 폭풍으로 최성기를 맞이하였다.(일본 기상청 태풍정보 속보치 기준) 최성기 세력을 유지하며 계속 서진해서 10월 31일 3시에 최성기나 다름 없는 세력인 중심기압 994 hPa, 최대풍속 26 m/s, 강풍 반경 480 km(북쪽 반경)의 세력 '중', 크기 '중형'의 강한 열대폭풍(일본 기상청 태풍정보 속보치 기준)의 세력으로 베트남 푸옌성에 상륙하였다. 베트남 푸옌성 상륙 이후 육상 마찰로 급약화되어서, 일본 기상청 기준으로는 10월 31일 12시에 베트남 다낭 남서쪽 약 414 km(한국 기상청 기준으로는 약 370 km) 부근 육상(캄보디아)에서 중심기압 1004 hPa의 열대저압부로 소멸하였다. 마트모는 미국에서 제출한 이름으로 호우를 의미한다. 마트모는 미얀마 남부에 상륙하고 소멸해 태풍에서 사이클론 불불으로 전환된 열대저기압이다.

### 제23호 태풍 할롱
2019년 제23호 태풍 할롱(HALONG)은 11월 3일 0시에 중심기압 1000hPa, 최대풍속 18 m/s, 강풍 반경 330 km(북동쪽 반경), 크기 '중형'의 열대폭풍으로 미국 괌 동쪽 약 1,312 km 부근 해상에서 발생하였다.(일본 기상청 태풍정보 속보치 기준) 발생 이후 북서~북진하며 급발달해서 11월 5일 21시에 미국 괌 북동쪽 약 960 km 부근 해상에서 중심기압 905 hPa, 최대풍속 59 m/s, 강풍 반경 440 km(북동쪽 반경)의 세력 '맹렬한', 크기 '중형'(일본 기상청 태풍정보 기준)의 태풍으로 최성기를 맞이하였다. 최성기 이후 세력을 유지하다가 북위 21도에서 북동진으로 전향한 뒤 북~북동진하면서 높은 연직시어와 한기 남하로 인해 급약화 및 온대저기압화가 진행되어서, 일본 기상청 기준으로 11월 9일 9시에 일본 도쿄 남동쪽 약 2,000 km 부근 해상에서 중심기압 1004 hPa의 온대저기압으로 변질되었다. 한국 기상청 기준으로는 11월 9일 12시에 일본 도쿄 동남동쪽 약 2,090 km 부근 해상에서 중심기압 1004 hPa의 온대저기압으로 변질되었다. 할롱은 일본 기상청 기준으로 우딥, 레끼마, 하기비스, 부알로이를 넘어서는 2019년 최강 태풍으로 기록되었다. 할롱은 베트남에서 제출한 태풍의 이름으로, 베트남의 관광 명소인 하롱베이를 의미한다.

### 제24호 태풍 나크리
2019년 제24호 태풍 나크리(NAKRI)는 11월 5일 21시에 중심기압 998 hPa, 최대풍속 18 m/s, 강풍 반경 330 km(북서쪽 반경), 크기 '중형'의 열대폭풍으로 필리핀 마닐라 서쪽 약 560 km 부근 해상에서 발생하였다.(일본 기상청 태풍정보 속보치 기준) 발생 이후 지향류가 없어서 동진 및 거의 정체하며 더디게 발달하다가 11월 8일 새벽부터 서남서~서진으로 전향하였고, 11월 8일 15시에 필리핀 마닐라 서남서쪽 약 550 km 부근 해상에서 중심기압 975 hPa, 최대풍속 33 m/s, 강풍 반경 330 km의 세력 '중', 크기 '중형'의 태풍으로 최성기를 맞이하였다.(일본 기상청 태풍정보 속보치 기준) 최성기 이후 계속 서진해서 베트남에 접근하며 급약화되었고, 11월 11일 3시경 베트남 푸옌성에 중심기압 996 hPa, 최대풍속 21 m/s, 강풍 반경 110 km의 열대폭풍의 세력(일본 기상청 태풍정보 속보치 기준)으로 상륙하였고, 베트남 푸옌성 상륙 이후 육상 마찰로 더욱 급약화되어서, 일본 기상청 기준으로는 11월 11일 9시에 베트남 다낭 남동쪽 약 350 km 부근 육상(베트남 푸옌성)에서 중심기압 1002 hPa의 열대저압부로 소멸하였다. 한국 기상청 기준으로는 11월 11일 오전 9시에 베트남 다낭 남쪽 약 320 km 부근 육상(베트남 닥락성)에서 중심기압 1000 hPa의 열대저압부로 소멸하였다. 캄보디아에서 제출한 태풍의 이름으로, 캄보디아에서 서식하는 꽃의 한 종류인 '나크리'를 의미한다. 복잡하게 얽혀진 진로로 베트남 중부 지역에 영향을 주었다.

### 제25호 태풍 펑선
2019년 제25호 태풍 펑선(FENGSHEN)은 11월 12일 15시에 중심기압 1002 hPa, 최대풍속 18 m/s, 강풍 반경 220 km, 크기 '소형'의 열대폭풍으로 미국 괌 동쪽 약 1,710 km 부근 해상에서 발생하였다.(일본 기상청 태풍정보 속보치 기준) 발생 이후 서북서~북서진하며 급발달해서 11월 15일 15시에 미국 괌 북북서쪽 약 760km 부근 해상에서 중심기압 965 hPa, 최대풍속 44 m/s, 강풍 반경 220 km의 세력 '매우 강', 크기 '소형'(일본 기상청 태풍정보 기준)의 태풍으로 최성기를 맞이하였다. 최성기 이후에는 동북동~동~동남동진하면서 상층 환경이 안 좋은 곳으로 가면서 서서히 약화되었고, 일본 기상청 기준으로 11월 18일 3시에 일본 도쿄 남동쪽 약 2,108 km 부근 해상에서 중심기압 1004 hPa의 열대저압부로 소멸하였다. 한국 기상청 기준으로는 11월 17일 15시에 일본 도쿄 동남동쪽 약 1,770 km 부근 해상에서 중심기압 1000 hPa의 열대저압부로 소멸하였다. 펑선은 중국에서 제출한 태풍의 이름으로 바람의 신을 의미한다.

### 제26호 태풍 갈매기
2019년 제26호 태풍 갈매기(KALMAEGI)는 11월 13일 9시에 중심기압 1002 hPa, 최대풍속 18 m/s, 강풍 반경 560 km(북서쪽 반경), 크기 '중형'의 열대폭풍으로 필리핀 마닐라 동남동쪽 약 880 km 부근 해상에서 발생하였다.(일본 기상청 태풍정보 속보치 기준) 발생 이후 지향류가 없어서 북북서~북서진 및 거의 정체하며 더디게 발달하였고, 북서진하면서 루손 해협에 진출한 뒤 거의 정체하면서 11월 19일 21시에 필리핀 마닐라 북북동쪽 약 560 km 부근 해상(루손 해협)에서 중심기압 980 hPa, 최대풍속 33 m/s, 강풍 반경 170 km의 세력 '중', 크기 '소형'의 태풍으로 최성기를 맞이하였다.(일본 기상청 태풍정보 속보치 기준) 최성기 이후 남서~남남서진해서 11월 20일 새벽에 필리핀 루손섬에 상륙하며 육상 마찰로 급약화되었고, 11월 20일 9시에 필리핀 마닐라 북북동쪽 약 320 km 부근 육상에서 중심기압 1006 hPa의 열대저압부로 소멸하였다.(한국 기상청 기준으로는 중심기압 1002 hPa의 열대저압부로 소멸하였다.) 갈매기는 북한에서 제출한 태풍의 이름으로 갈매기를 의미한다.

### 제27호 태풍 풍웡
2019년 제27호 태풍 풍웡(FUNG-WONG)은 11월 20일 9시에 중심기압 1000 hPa, 최대풍속 18 m/s, 강풍 반경 190 km, 크기 '소형'의 열대폭풍으로 필리핀 마닐라 동북동쪽 약 810 km 부근 해상에서 발생하였다.(일본 기상청 태풍정보 속보치 기준) 발생 이후 북서진하며 급발달해서 11월 21일 9시에 대만 타이베이 남동쪽 약 640 km 부근 해상에서 중심기압 990 hPa, 최대풍속 28 m/s, 강풍 반경 280 km의 세력 '중', 크기 '소형'의 강한 열대 폭풍으로 최성기를 맞이하였다.(일본 기상청 태풍정보 속보치 기준) 최성기 이후 바로 북동진으로 전향한 뒤 상층 환경 악화로 인해 급약화되어서, 11월 23일 3시에 일본 오키나와 서남서쪽 약 300 km 부근 해상에서 중심기압 1008 hPa의 열대저압부로 소멸하였다.(한국 기상청 기준으로는 중심기압 1004hPa의 열대저압부로 소멸하였다.) 풍웡은 홍콩에서 제출한 태풍의 이름으로 봉황을 의미한다.

### 제28호 태풍 간무리
2019년 제28호 태풍 간무리(KAMMURI)는 11월 26일 9시에 중심기압 1000 hPa, 최대풍속 18 m/s, 강풍 반경 560 km(북쪽 반경), 크기 '중형'의 열대폭풍으로 미국 괌 동남동쪽 약 660 km 부근 해상에서 발생하였다.(일본 기상청 태풍정보 속보치 기준) 발생 이후 서북서~서진 및 거의 정체하며 굉장히 더디게 발달하다가, 필리핀 상륙 직전에서야 급발달해서, 12월 3일 0시에 필리핀 마닐라 남동쪽 약 375 km 부근 해상에서 중심기압 950 hPa, 최대풍속 46 m/s, 강풍 반경 500 km(북서쪽 반경)의 세력 '매우 강', 크기 '중형'의 태풍으로 최성기를 맞이하였다.(일본 기상청 태풍정보 속보치 기준) 12월 3일 0시 30분경에 최성기의 세력을 그대로 가진 상태로 필리핀 중부 레가스피 지역에 상륙하였다. 필리핀을 관통하고나서 남중국해에 진출한 이후로는 서북서~서남서진하며 상층 환경 악화로 인해 급약화되었고, 일본 기상청 기준으로는 12월 6일 0시에 베트남 다낭 남동쪽 약 686 km 부근 해상(남중국해)에서 중심기압 1008 hPa의 열대저압부로 소멸하였다. 한국 기상청 기준으로는 12월 6일 3시에 베트남 다낭 남동쪽 약 690 km 부근 해상(남중국해)에서 중심기압 1004 hPa의 열대저압부로 소멸하였다. 간무리는 일본에서 제출한 태풍의 이름으로 별자리 중 왕관자리를 의미한다.

### 제29호 태풍 판폰
2019년 제29호 태풍 판폰(PHANFONE)은 12월 22일 9시에 중심기압 1000 hPa, 최대풍속 18 m/s, 강풍 반경 440 km(북쪽 반경), 크기 '중형'의 열대폭풍으로 팔라우 동쪽 약 420 km 부근 해상에서 발생하였다.(일본 기상청 태풍정보 속보치 기준) 발생 이후 북서~서진하며 더디게 발달하다가, 필리핀을 관통하면서 급발달해서, 12월 25일 9시에 필리핀 마닐라 남남동쪽 약 350 km 부근 해상에서 중심기압 970 hPa, 최대풍속 41 m/s, 강풍 반경 330 km(북서쪽 반경)의 세력 '강', 크기 '중형'의 태풍으로 최성기를 맞이하였다.(일본 기상청 태풍정보 속보치 기준) 최성기 이후 서북서~서진하며 남중국해에 진출한 뒤에는 상층 환경 악화로 인해 급약화되었고, 12월 28일 15시에 필리핀 마닐라 서쪽 약 750 km 부근 해상(남중국해)에서 중심기압 1004 hPa의 열대저압부로 소멸하였다. 판폰은 라오스에서 제출한 태풍의 이름으로 동물을 의미한다.

## 같이 보기
- 2019년 태풍

1. ↑  일본 기상청과 인도 기상청의 시차가 3시간이다.
2. ↑  위키백과에서는 북서태평양 태풍 명명권을 가진 일본 기상청의 해석을 따른다. 일본 기상청의 사후해석에서 우딥의 최성기 중심기압이 915 hPa에서 920 hPa로 하향 조정되었다.
3. ↑  2월 25일 15시 일본 기상청 기준 태풍 우딥 강풍 반경은 북쪽 반경 500 km, 남쪽 반경은 220 km. 직경 720 km로 대형에 미치지 못했다.
4. ↑  한국 기상청 기준으로는 50 m/s의 세력 '매우 강'의 강도로 최성기를 맞이하였다.
5. ↑  한국 기상청 기준으로는 24 m/s
6. 1 2 3 4 5 6 7 8 9 10 11 12 13 14 15 16 17 18 19 20 21 22 23 24  위키백과의 서술은 북서태평양 태풍 명명권을 가진 일본 기상청의 해석을 따른다.
7. ↑  한국 기상청 기준으로는 베트남 다낭 서북서쪽 약 180 km 부근 육상(라오스 사보나헷 육상)에서 중심기압 998 hPa의 열대저압부로 소멸하였다.
8. ↑  “令和元年房総半島台風、令和元年東日本台風と命名(日直予報士)” (일본어). 2020년 2월 19일. 2020년 9월 26일에 확인함.
9. ↑  “令和元年に顕著な災害をもたらした台風の名称について” (일본어). 気象庁. 2020년 2월 19일. 2020년 9월 26일에 확인함.
10. ↑  강찬수 (2019년 9월 22일). “태풍 타파 제주도 접근…700 mm '물폭탄'에 산사태·침수 우려”. 중앙일보. 2019년 9월 22일에 확인함.
11. ↑  중국 기상청은 10월 1일 21시 30분경에 태풍 미탁이 중화인민공화국 저장성 저우산 시에 상륙하였다고 해석하기도 했다.
12. ↑  이 열대저압부가 북인도양에서 제 3호 북인도양 사이클론 불불로 재발달하였다.
13. ↑  11월 13일 9시 일본 기상청 기준 태풍 갈매기의 강풍 반경은 북서쪽 반경 560 km, 남동쪽 반경은 220 km. 직경 780 km로 대형에 미치지 못했다.
14. ↑  11월 26일 9시 일본 기상청 기준 태풍 간무리의 강풍 반경은 북쪽 반경 560km, 남쪽 반경은 330 km. 직경 890 km로 대형에 미치지 못했다.
15. ↑  12월 3일 0시 일본 기상청 기준 태풍 간무리의 강풍 반경은 북서쪽 반경 500 km, 남동쪽 반경은 330 km. 직경 830 km로 대형에 미치지 못했다.